# Karen Allen
Karen Jane Allen (Carrollton, 5 ottobre 1951) è un'attrice statunitense.

## Biografia
Fino al 1961 cambia spesso città a causa dell'impiego del padre presso l'FBI, che obbliga a continui spostamenti la moglie insegnante e le tre figlie. Nel 1968 si trasferisce a New York, dove compie studi artistici e solo più tardi si iscrive presso l'Università del Maryland - College Park. A partire dal 1974 entra a far parte di una compagnia teatrale che la porterà in giro per il paese: decide così di intraprendere la carriera di attrice e inizia a frequentare nel 1977 il prestigioso Lee Strasberg Institute.
Nel 1978 fa il suo esordio al cinema con il film comico demenziale Animal House di John Landis, che le porta una certa notorietà. La fama arriva nel 1981 grazie alla pellicola I predatori dell'arca perduta, dove presta il suo volto alla protagonista femminile Marion Ravenwood. Nonostante il grande successo della pellicola di Spielberg, la Allen dirada le sue interpretazioni nel corso degli anni seguenti, in cui si segnala unicamente la partecipazione a Starman (1984).
In seguito, la nascita del figlio, avuto dall'attore Kale Browne (con cui è stata sposata dal 1988 al 1997), la terrà a lungo lontana dal set. Legata anche al musicista Stephen Bishop, nel 2008 è tornata sul grande schermo, riprendendo il ruolo di Marion Ravenwood in Indiana Jones e il regno del teschio di cristallo, ruolo poi ripreso a distanza di 15 anni nell'ultimo film della serie, Indiana Jones e il quadrante del destino, diretto da James Mangold.

## Filmografia parziale

### Cinema
- Animal House (National Lampoon's Animal House), regia di John Landis (1978)
- Manhattan, regia di Woody Allen (1979)
- The Wanderers - I nuovi guerrieri (The Wanderers), regia di Philip Kaufman (1979)
- Cruising, regia di William Friedkin (1980)
- I predatori dell'arca perduta (Raiders of the Lost Ark), regia di Steven Spielberg (1981)
- Punto debole (Split Image), regia di Ted Kotcheff (1982)
- Spara alla luna (Shoot the Moon), regia di Alan Parker (1982)
- Fino a settembre (Until September), regia di Richard Marquand (1984)
- Starman, regia di John Carpenter (1984)
- Congiure parallele (Backfire), regia di Gilbert Cates (1987)
- Lo zoo di vetro (The Glass Menagerie), regia di Paul Newman (1987)
- Terminus, regia di Pierre-William Glenn (1987)
- S.O.S. fantasmi (Scrooged), regia di Richard Donner (1988)
- Malcolm X, regia di Spike Lee (1992)
- Piccolo, grande Aaron (King oh the Hill), regia di Steven Soderbergh (1993)
- I ragazzi vincenti (The Sandlot), regia di David Mickey Evans (1993)
- Killer Machine (Ghost in the Machine), regia di Rachel Talalay (1993)
- Solo se il destino ('Til  There Was You), regia di Scott Winant (1997)
- La tempesta perfetta (The Perfect Storm), regia di Wolfgang Petersen (2000)
- In the Bedroom, regia di Todd Field (2001)
- Indiana Jones e il regno del teschio di cristallo (Indiana Jones and the Kingdom of the Crystal Skull), regia di Steven Spielberg (2008)
- Colewell, regia di Tom Quinn (2019)
- L'apparenza delle cose (Things Heard & Seen), regia di Shari Springer Berman e Robert Pulcini (2021)
- A Stage of Twilight, regia di Sarah T Schwab (2022)
- Indiana Jones e il quadrante del destino (Indiana Jones and the Dial of Destiny), regia di James Mangold (2023)

### Televisione
- California (Knots Landing) – serie TV, episodio 1x01 (1979)
- La valle dell'Eden – miniserie TV, 3 puntate (1981)
- Arma segreta (Secret Weapon), regia di Ian Sharp – film TV (1990)
- The Road Home – serie TV, 6 episodi (1994)
- Law & Order - I due volti della giustizia (Law & Order) – serie TV, episodio 7x04 (1996)
- L'inverno del nostro amore (All the Winters That Have Been), regia di Lamont Johnson – film TV (1997)
- Law & Order - Unità vittime speciali (Law & Order: Special Victims Unit) – serie TV, episodio 2x21 (2001)
- Miracolo a novembre (November Christmas), regia di Robert Harmon – film TV (2010)
- Blue Bloods – serie TV, episodio 4x13 (2014)
- Going Home – serie TV, episodio 2x06 (2024)

### Videogiochi
- Ripper, avventura grafica di fantascienza della Take Two Interactive del 1996 in cui ha recitato insieme a attori noti, come: Ossie Davis, Christopher Walken, Scott Cohen, Tahnee Welch, Burgess Meredith, John Rhys-Davies e Paul Giamatti

## Riconoscimenti
- Saturn Award
  - 1982 – Miglior attrice protagonista per I predatori dell'arca perduta
  - 1985 – Candidatura come Miglior attrice protagonista per Starman
- Independent Spirit Award
  - 1988 – Candidatura come Miglior attrice non protagonista per Lo zoo di vetro
  - 2020 – Candidatura come Miglior attrice protagonista per Colewell
- Sant Jordi Award
  - 1990 – Candidatura come Miglior attrice straniera per Lo zoo di vetro
- AARP Movies for Grownups Award
  - 2009 – Candidatura come Miglior storia d'amore per adulti (con Harrison Ford) per Indiana Jones e il regno del teschio di cristallo
- Best Actors Film Festival
  - 2016 – Miglior cast (Caratteristica Dramedy) per Year by the Sea
- Hamilton Film Festival
  - 2016 – Festival Prize come Miglior attrice per Year by the Sea
  - 2016 – Jury Choice come Miglior attrice per Year by the Sea
- Naperville Independent Film Festival
  - 2016 – NIFF come Miglior attrice per Year by the Sea
- Port Townsend Film Festival
  - 2016 – Renaissance Award come Miglior attrice per Year by the Sea
- Rhode Island International Film Festival
  - 2016 – Vision Award come Miglior attrice per Year by the Sea
  - 2016 – Creative Vision Award per Year by the Sea
- St. Louis International Film Festival
  - 2016 – Women in Film Award per Year by the Sea
- Vail Film Festival
  - 2016 – Vanguard Award come Miglior attrice per Year by the Sea
- Manchester International Film Festival
  - 2017 – Festival Prize come Miglior cortometraggio internazionale per A Tree a Rock a Cloud
- Premio Chlotrudis
  - 2020 – Candidatura come Migliore attrice per Colewell

## Doppiatrici italiane
Nelle versioni in italiano delle opere in cui ha recitato, Karen Allen è stata doppiata da:
- Emanuela Rossi in Starman, Alfred Hitchcock presenta, Animal House (scene ridoppiate)
- Chiara Salerno in Indiana Jones e il regno del teschio di cristallo, Indiana Jones e il quadrante del destino, Blue Bloods
- Simona Izzo in The Wanderers - I nuovi guerrieri
- Livia Giampalmo in Cruising
- Paila Pavese in I predatori dell'arca perduta
- Susanna Fassetta ne Lo zoo di vetro
- Maria Pia Di Meo in S.O.S. fantasmi
- Roberta Greganti in Law & Order - I due volti della giustizia
- Pinella Dragani in Miracolo a novembre
- Chiara Colizzi in I predatori dell'arca perduta (ridoppiaggio)
- Elettra Bisetti in Congiure parallele